# Račja Vas
Račja Vas (en italien : Racia) est une localité de Croatie située dans la municipalité de Lanišće, comitat d'Istrie. Au recensement de 2001, elle comptait 34 habitants.

## Démographie
| 1948 | 1953 | 1961 | 1971 | 1981 | 1991 | 2001 |
| ---- | ---- | ---- | ---- | ---- | ---- | ---- |
| 367  | 313  | 195  | 102  | 68   | 55   | 34   |